# Сентерпойнт

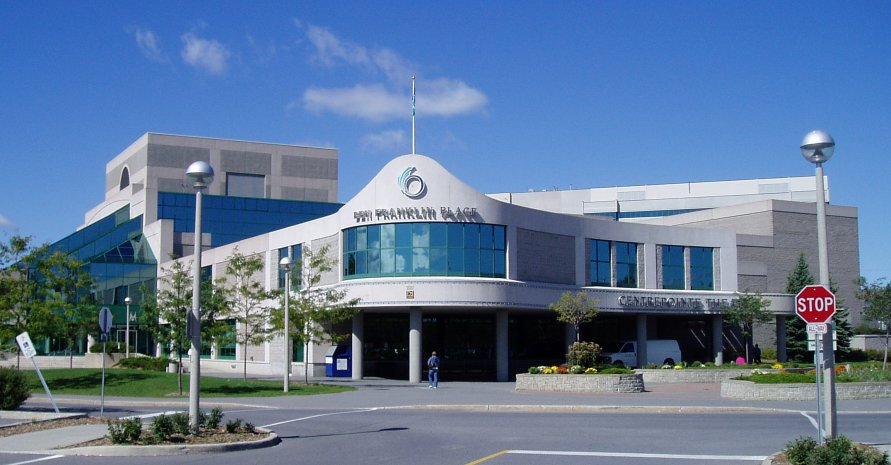
Здание Ben Franklin Place — бывшая мэрия Непина, ныне включает филиал городской библиотеки, театр и ряд служб мэрии.

Сентерпойнт, англ. Centrepointe — район г. Оттава, Канада. До 2001 г. входил в состав бывшего г. Непин, который был включён в состав канадской столицы.
Население Сентерпойнта составляет 4-4,5 тысяч человек. Это относительно новый жилой район в западно-центральной части Оттавы, который развивается с 1985 года. Неформальными границами района являются Бейслайн-роуд на севере, Вудрофф-авеню на востоке, линия Канадской железной дороги на юге и район Бриаргрин неправильной формы на западе. Жилищная застройка района включает около 1000 частных домов, а прочие — в основном таунхоумы (дома, стоящие рядами) и террасные дома.
В прошлом на месте Сентерпойнта располагались фермерские земли. Участок приобрела строительная корпорация CMHC (en:Canada Mortgage and Housing Corporation), однако и после приобретения земля оставалась незастроенной многие годы. Затем большая часть этих земель была продана крупнейшей жилищной корпорации Канады, Minto, которая построила здесь множество домов — от таунхаусов до крупных многоэтажных.